# Fun Factory (televisieprogramma)
Fun Factory was een kinderprogramma van de Britse tv-zender Sky Channel, dat tussen 1985 en 1989 in een groot deel van Europa werd uitgezonden.
Fun Factory werd gepresenteerd door Andy Sheldon, die samen met zeehond Snoot (later vervangen door de walrus Wally Robb) en de krokodil Crocker een programma aan elkaar praatte waarin voornamelijk tekenfilms werden vertoond. De jeugdige kijkers konden ook tekeningen insturen, die dan getoond werden tijdens de uitzending. Het bij de jeugd populaire programma werd in Nederland uitgezonden op zaterdag van 8 tot 12 uur, op zondag volgde een volledige herhaling van de voorgaande dag. 
In de Fun Factory werden een aantal bekende tekenfilms geïntroduceerd:
- M.A.S.K.
- De Troetelberen
- He-Man
- Inspector Gadget
- Transformers
- Jem
- She-Ra
- Emily
- Jayce and the Wheeled Warriors
- Ulysses 31

Na 1989 veranderde de opzet van het programma. Voortaan waren er geen presentators meer, maar werden alleen nog maar tekenfilms achter elkaar vertoond. In deze vorm is de Fun Factory nog van 1991 tot 1994 uitgezonden. Het werd vervangen door KTV, de weekend-spin-off van The DJ Kat Show die slechts een kort leven beschoren was.